# خدش القرنية
خدش القرنية حالةٌ طبيةٌ يُقصد بها خدش جزء من سطح القرنية في العين، تشمل الأعراض الألم والاحمرار والحساسية للضوء والشعور بوجود جسم غريب في العين. يتعافى مُعظم الأشخاص تمامًا في غضون ثلاثة أيام.
مُعظم الحالات ناتجة عن إصابات طفيفة للعين مثل تلك التي يمكن أن تحدثُ مع استخدام العدسات اللاصقة أو من أظافر الأصابع. تحدث حوالي 25% من الحالات في مكان العمل. تُشخص هذه الحالة غالبًا عن طريق فحص العين بمجهر القرنية بعد تطبيق صبغة فلوريسين. ينبغي استبعاد الإصابات الأكثر خطورة مثل قرحة القرنية وتمزق الكرية [الإنجليزية] والتسحج القرنية المتكرر وجسم غريب داخل العين.
تشمل الوقاية استخدام واقي للعين. وعادةً ما يُستخدم للعلاج مرهم مُضاد حيوي. ويُوصى في كثير من الأحيان بمضادات حيوية من كوينولون للأشخاص الذين يرتدون عدسات لاصقة. يمكن أن يساعد الباراسيتامول (أسيتامينوفين)، ومضادات الالتهاب غير الستيرويدية، وقطرات العين مثل سايكلوبنتولايت التي تشل العضلة الهدبية في تخفيف الألم. ولا تدعم الأدلة فائدة ترقيع العين لمن لديهم سحجات بسيطة.
يُصاب حوالي 3 أشخاص من كل 1000 شخص سنويًا في الولايات المتحدة. ويتأثر الذكور أكثر من الإناث. الفئة العمرية التي تتأثر عادةً هي فئة العشرينات والثلاثينات. وقد تشمل المضاعفات التهاب القرنية الجرثومي، قرحة القرنية، والتهاب القزحية. قد تحدث مضاعفات في ما يصل إلى 8% من الناس.

## العلامات والأعراض
تشمل علامات وأعراض خدش القرنية الألم، والتحسس من الأضواء الساطعة، والإحساس بجسم الغريب في العين، والتحديق المفرط ودمعُ العين. تشمل الأعراض الأخرى العيوب الظهارية في العين والوذمة، وغالبًا احمرار العين. قد تكون الرؤية غير واضحة، سواء من أي تورم في القرنية أو من الدموع الزائدة. كما قد يكون هناك أيضًا تراكم قشري من الدموع الزائدة.[بحاجة لمصدر طبي]

## المضاعفات
مضاعفات الخدوش البسيطة للقرنية هي الاستثناءات التي يمكنها أن تحدث وليس أساسية أو ممكنة بشكل كبير. من المهم التعرف على أي جسم غريب في العين وإزالته، خاصةً إذا كان يحتوي على الحديد حيث سيحدث الصدأ.[بحاجة لمصدر طبي]
في بعض الأحيان الظهارة تلتئم قد تكون ضعيفة الالتصاق بالغشاء القاعدي الأساسي في هذه الحالة قد تنفصل على فترات مِمَّا يؤدي إلى خدش القرنية المُتكرر.